# Маркус Русенберг
Маркус Русенберг (швед. Markus Rosenberg, нар. 27 вересня 1982, Мальме) — шведський футболіст, нападник. Грав у складі національної збірної Швеції.

## Клубна кар'єра
У дорослому футболі дебютував 2001 року виступами за команду клубу «Мальме», в якій провів два сезони, взявши участь у 40 матчах чемпіонату.
Протягом 2003–2004 років на умовах оренди грав за Гальмстад БК, після чого повернувся до «Мальме», в якому провів частину сезону 2005 року.
Своєю грою за останню команду привернув увагу представників тренерського штабу амстердамського «Аякса», до складу якого приєднався влітку 2005 року. Відіграв за команду з Амстердама наступні півтора сезони своєї ігрової кар'єри.
На початку 2007 року уклав контракт з клубом «Вердер», у складі якого провів наступні три з половиною роки своєї кар'єри гравця. Більшість часу, проведеного у складі «Вердера», був основним гравцем атакувальної ланки команди. У складі «Вердера» був одним з головних бомбардирів команди, маючи середню результативність на рівні 0,33 голу за гру першості. За цей час виборов титул володаря Кубка Німеччини.
Протягом 2010–2011 років захищав на умовах оренди кольори команди клубу «Расінг».
До складу клубу «Вердер» повернувся з оренди влітку 2011 року. Протягом сезону 2011-12 провів за бременську команду 33 матчі у Бундеслізі, втім керівництво німецького клубу вирішило не продовжувати з гравцем контракт, розрахований до 30 червня 2012 року.
В серпні 2012 року перебрався до Англії, уклавши трирічний контракт з клубом «Вест-Бромвіч Альбіон». За цю команду провів у різних турнірах 33 матчі, не змігши жодного разу вразити ворота суперників. 1 лютого 2014 року було оголошено, що клуб і гравець досягли домовленості про передчасне розірвання контракту. Того ж дня про укладання трирічного контракту з Русенбергом оголосив його рідний клуб «Мальме».

## Виступи за збірну
2005 року дебютував в офіційних матчах у складі національної збірної Швеції. Провів у формі головної команди країни 33 матчі, забивши 6 голів.
У складі збірної був учасником чемпіонату світу 2006 року у Німеччині, чемпіонату Європи 2008 року в Австрії та Швейцарії, а також чемпіонату Європи 2012 року в Польщі та Україні.
| Дата       | Місто         | Господарі      | Результат | Гості       | Турнір            | Голи | Примітки |
| ---------- | ------------- | -------------- | --------- | ----------- | ----------------- | ---- | -------- |
| 22-01-2005 | Карсон        | Південна Корея | 1 – 1     | Швеція      | товариський матч  | 1    |          |
| 26-01-2005 | Сан-Дієго     | Мексика        | 0 – 0     | Швеція      | товариський матч  | -    |          |
| 09-02-2005 | Сен-Дені      | Франція        | 1 – 1     | Швеція      | товариський матч  | -    |          |
| 08-06-2005 | Стокгольм     | Швеція         | 2 – 3     | Норвегія    | товариський матч  | -    |          |
| 17-08-2005 | Гетеборг      | Швеція         | 2 – 1     | Чехія       | товариський матч  | 1    |          |
| 12-11-2005 | Сеул          | Південна Корея | 2 – 2     | Швеція      | товариський матч  | 1    |          |
| 01-03-2006 | Дублін        | Ірландія       | 3 – 0     | Швеція      | товариський матч  | -    |          |
| 25-05-2006 | Гетеборг      | Швеція         | 0 – 0     | Фінляндія   | товариський матч  | -    |          |
| 16-08-2006 | Гельзенкірхен | Німеччина      | 3 – 0     | Швеція      | товариський матч  | -    |          |
| 06-09-2006 | Гетеборг      | Швеція         | 3 – 1     | Ліхтенштейн | Відбір до ЧЄ 2008 | 1    |          |
| 11-10-2006 | Рейк'явік     | Ісландія       | 1 – 2     | Швеція      | Відбір до ЧЄ 2008 | -    |          |
| 15-11-2006 | Ле-Ман        | Кот-д'Івуар    | 1 – 0     | Швеція      | товариський матч  | -    |          |
| 07-02-2007 | Каїр          | Єгипет         | 2 – 0     | Швеція      | товариський матч  | -    |          |
| 02-06-2007 | Копенгаген    | Данія          | 3 – 3     | Швеція      | Відбір до ЧЄ 2008 | -    |          |
| 06-06-2007 | Стокгольм     | Швеція         | 5 – 0     | Ісландія    | Відбір до ЧЄ 2008 | 1    |          |
| 22-08-2007 | Гетеборг      | Швеція         | 1 – 0     | США         | товариський матч  | -    |          |
| 12-09-2007 | Подгориця     | Чорногорія     | 1 – 2     | Швеція      | товариський матч  | 1    |          |
| 13-10-2007 | Вадуц         | Ліхтенштейн    | 0 – 3     | Швеція      | Відбір до ЧЄ 2008 | -    |          |
| 17-11-2007 | Мадрид        | Іспанія        | 3 – 0     | Швеція      | Відбір до ЧЄ 2008 | -    |          |
| 06-02-2008 | Стамбул       | Туреччина      | 0 – 0     | Швеція      | товариський матч  | -    |          |
| 26-03-2008 | Лондон        | Бразилія       | 1 – 0     | Швеція      | товариський матч  | -    |          |
| 10-06-2008 | Зальцбург     | Греція         | 0 – 2     | Швеція      | ЧЄ 2008           | -    |          |
| 14-06-2008 | Інсбрук       | Іспанія        | 2 – 1     | Швеція      | ЧЄ 2008           | -    |          |
| 20-08-2008 | Гетеборг      | Швеція         | 2 – 3     | Франція     | товариський матч  | -    |          |
| 10-09-2008 | Стокгольм     | Швеція         | 2 – 1     | Угорщина    | Відбір до ЧС 2010 | -    |          |
| 19-11-2008 | Амстердам     | Нідерланди     | 3 – 1     | Швеція      | товариський матч  | -    |          |
| 11-02-2009 | Грац          | Австрія        | 0 – 2     | Швеція      | товариський матч  | -    |          |
| 10-10-2009 | Копенгаген    | Данія          | 1 – 0     | Швеція      | Відбір до ЧС 2010 | -    |          |
| 14-10-2009 | Стокгольм     | Швеція         | 4 – 1     | Албанія     | Відбір до ЧС 2010 | -    |          |
| 18-11-2009 | Чезена        | Італія         | 1 – 0     | Швеція      | товариський матч  | -    |          |
| 30-05-2012 | Гетеборг      | Швеція         | 3 – 2     | Ісландія    | товариський матч  | -    |          |
| 11-06-2012 | Київ          | Україна        | 2 – 1     | Швеція      | ЧЄ 2012           | -    |          |
| 15-06-2012 | Київ          | Англія         | 3 – 2     | Швеція      | ЧЄ 2012           | -    |          |
| Усього     |               | Матчів         | 33        |             | Голів             | 6    |          |

## Титули та досягнення
- Володар Кубка Нідерландів (1):

«Аякс»: 2005-06
- Володар Суперкубка Нідерландів (1):

«Аякс»: 2006
- Володар Кубка Німеччини (1):

«Вердер»: 2008-09
- Чемпіон Швеції (3):

«Мальме»: 2014, 2016, 2017
- Володар Суперкубка Швеції (1):

«Мальме»: 2014
- Найкращий бомбардир Чемпіонату Швеції (1):

«Мальме»: 2014